# Ágora de Atenas

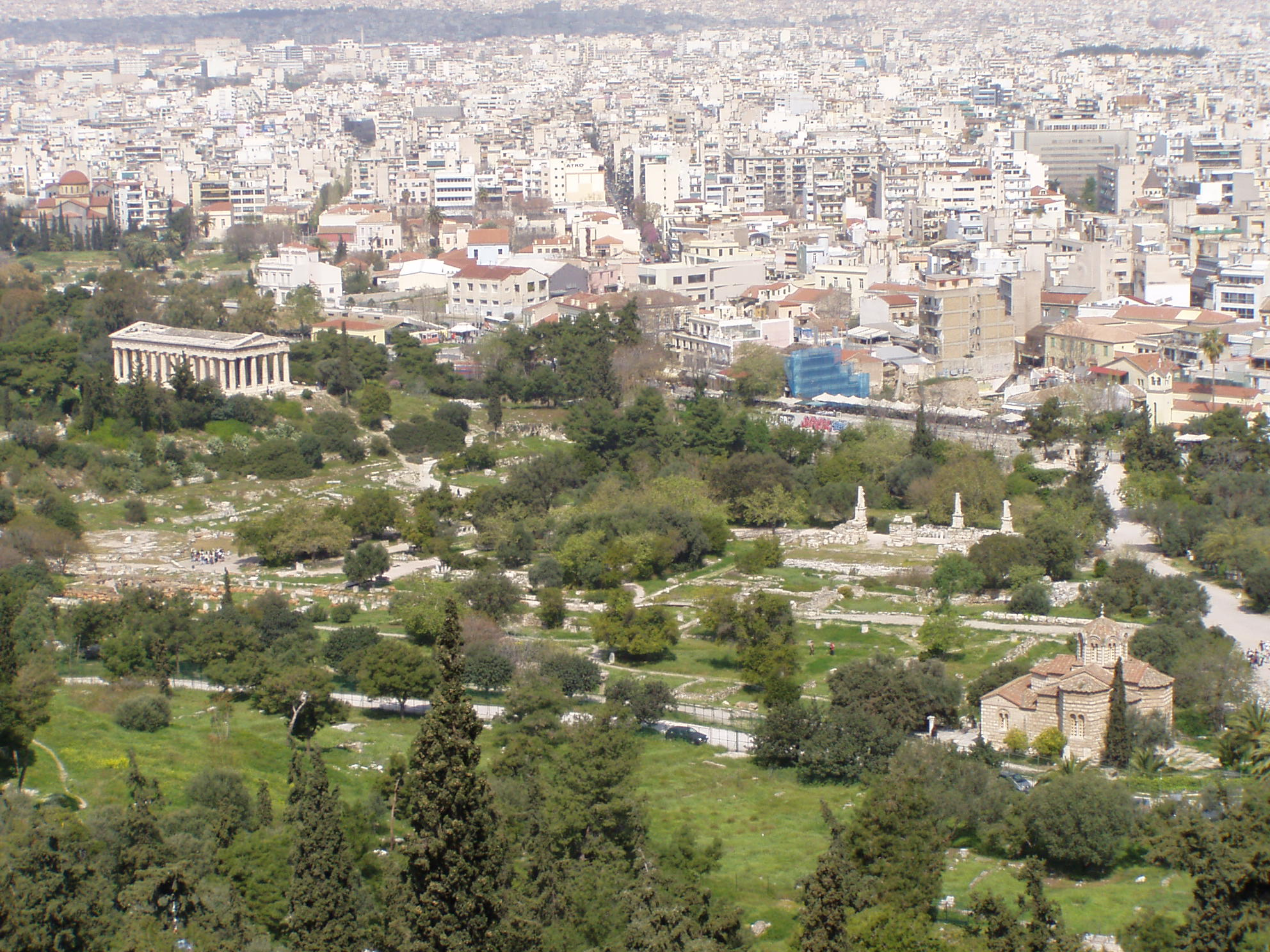
Vista general del ágora de Atenas.

El ágora de Atenas (en griego, Αρχαία Αγορά της Αθήνας) era un amplio espacio abierto, aproximadamente cuadrado, flanqueado por una acumulación de edificios públicos. Ejercía de centro de la actividad política, administrativa, comercial y social de la antigua Atenas, era uno de sus focos religiosos y culturales, y el lugar donde se impartía justicia.

## Funciones
Con el tiempo, el ágora fue adquiriendo una mezcla de funciones:
- Centro de gobierno

Era, entre otros, el lugar donde los atenienses se reunían para discutir las leyes y decidir el futuro político de la ciudad, el cual solía depositarse en manos de aquellos que mejor dominasen la oratoria, el arte de convencer. La filosofía de Sócrates o, con más exactitud, los diálogos platónicos (y la Academia de Platón, cuyas puertas estuvieron abiertas durante varios siglos) le dieron a nuestra forma de pensar unas bases imperecederas, nacidas en el seno de un grupo de amigos de la sofía (sabiduría) que se oponía a aquella democracia del ágora, que dejaba el futuro de la ciudad en manos de sofisticados oradores y demagogos.
Hasta las reformas de Clístenes era el lugar de concentración de la Ekklesía (Asamblea).
El ágora ateniense se convirtió en una zona residencial durante las ocupaciones romana y bizantina, lo cual se vio indiscutiblemente en las nuevas formas implantadas en cuanto al arte de discutir.
- Recinto sagrado

El ágora era un lugar sagrado, como testimonian numerosos santuarios. Allí se encontraban templos dedicados a los dioses olímpicos, a Hefesto, a Zeus y a Apolo.
- Sede judicial

En el ágora se hallaban los tribunales, donde se celebraban juicios y donde se condenó, entre otros, a Sócrates a pena de muerte por corromper, según sus acusadores, a los jóvenes e introducir dioses nuevos.
- Mercado

Su vitalidad era aumentada por la Vía Panatenaica, la calle principal de Atenas, —después de trasponer la Puerta Dípilon—, y que en ocasiones fue el escenario principal de la procesión que la cruzaba durante las fiestas de las Panateneas.

## Orígenes
La zona del ágora ha estado ocupada sin interrupción en todas las épocas de la historia de la ciudad.
Los aledaños del ágora ya estaban poblados en el Neolítico (hacia 3000 a. C.). Durante las Edades del Bronce y del Hierro fue utilizada como cementerio. Se han encontrado tumbas que datan desde 1600 hasta 700 a. C. Varias decenas de pozos marcan la posición de casas, lo que indica que la zona fue dedicada también a vivienda.
En esta zona existió un extenso cementerio micénico. A juzgar por las fosas domésticas halladas, hubo asentamientos durante el Periodo geométrico y siguió utilizándose como lugar de enterramiento.
Fue ocupada por viviendas aisladas y necrópolis, sobre todo durante los siglos VIII y VII a. C.

## Ágora arcaica
En la época arcaica, el ágora estaba situada al noreste de la Acrópolis. Se tiene muy poca información sobre los edificios de esa época y menos aún sobre su función. De manera general, el ágora era un espacio abierto a todos los habitantes. Es citada en la Ilíada y la Odisea.
A principios del siglo VI a. C., bajo el arcontado de Solón, el ágora fue desplazada al pie de las colinas Kolonos Agoraios (oeste), Areópago (sur) y Acrópolis (sureste). De este modo, reemplazó a la antigua agorá de Teseo, situada en la vertiente noroccidental de la Acrópolis.
Los primeros edificios político-religiosos, situados a lo largo del lado oeste del ágora, datan de esta época. La fuente sudoriental y el Altar de los Doce Dioses se erigieron hacia 520 a. C., durante la tiranía de los Pisistrátidas.
El Altar de los Doce Dioses era un santuario y lugar de asilo. Estaba localizado en el extremo septentrional del ágora y a partir de él se medían las distancias.
Progresivamente, los lados restantes de la plaza se enriquecieron también con edificios públicos, fuentes y estoas, en un proceso que duró mucho tiempo. Se debió vaciar el emplazamiento de las tumbas y de las casas que allí había.
El ágora encontró su sitio en el centro de la ciudad, con numerosas funciones. Estaba en el punto más bajo del asty, en el cruce de los grandes ejes de comunicación de la polis de Atenas: hacia El Pireo (uno de los puertos de Atenas), la Puerta Sagrada, la Puerta Dípilon y la Vía Panatenaica, hacia la Acrópolis.
El advenimiento de la nueva democracia, en 508/507 a. C., condujo a la construcción del Buleuterio Antiguo, en el lugar ocupado posteriormente por el Metroón,  
la demarcación del ágora con hitos fronterizos (horos) y la construcción de la Estoa Basileos.

## Ágora clásica

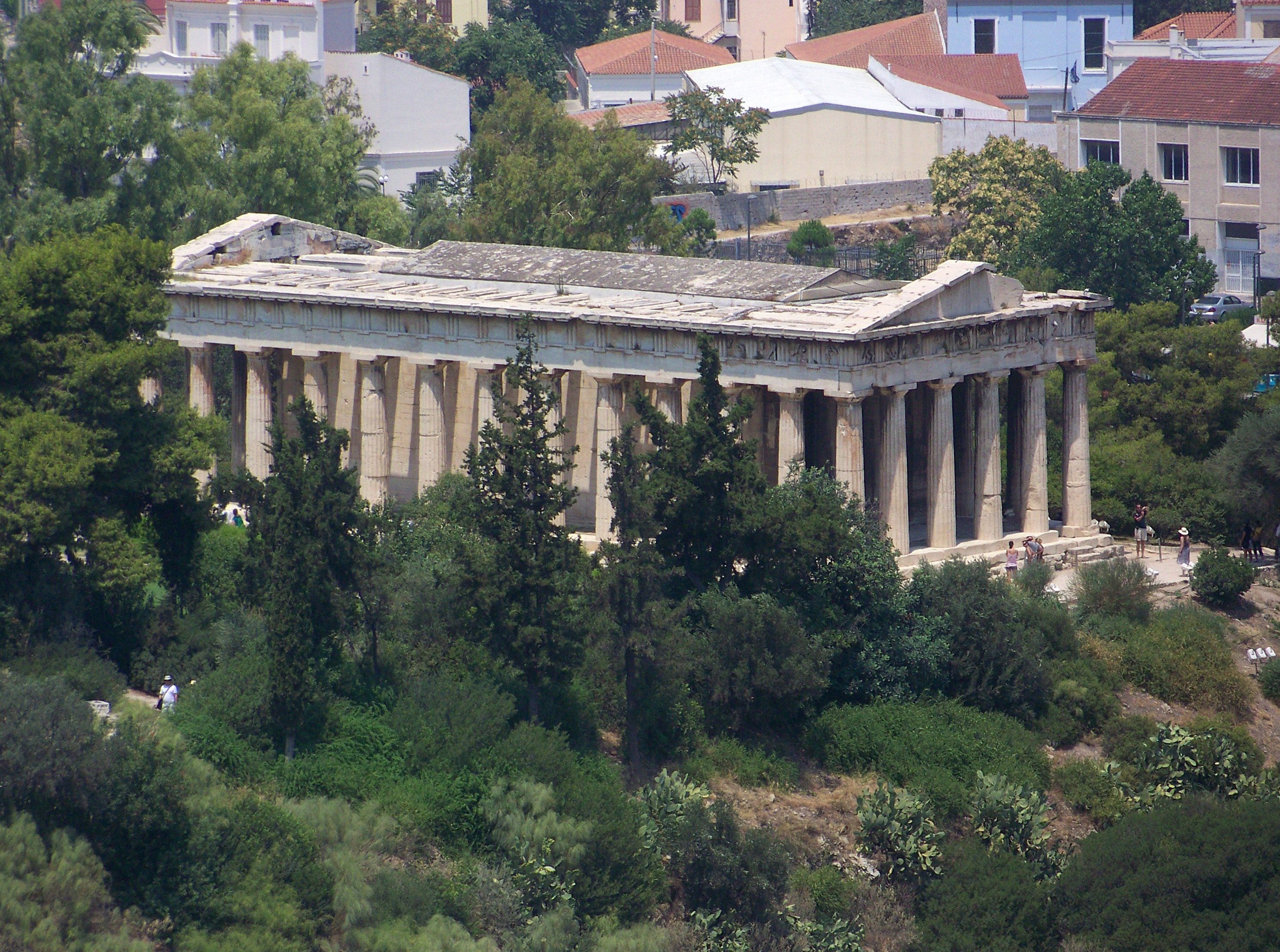
Hefestión de Atenas.

Durante la invasión persa de 480-479 a. C., el ágora sufrió el mismo destino que la Acrópolis. Las casas fueron destruidas y los monumentos de la época arcaica sufrieron graves daños. El Templo de Apolo Patroos
y el Altar de los Doce Dioses fueron abandonados. Tras la victoria de los atenienses sobre los persas en Maratón, aquellos ocuparon al día siguiente el ágora y encargaron a Critio y a Nesiotes la ejecución del grupo escultórico de los Tiranicidas, símbolo de la libertad de Atenas. Fue erigido en el lugar que ocupaba el de Antenor, robado por los persas.
Quizá antes, y a partir del fin de las guerras médicas, se efectuó la reconstrucción a gran escala, con la adición de nuevas obras monumentales, especialmente a partir de la época de Cimón (479-461 a. C.) Sobre todo, con la construcción de estoas grandiosas de múltiples usos, situadas en el perímetro del ágora, y también con la erección del templo llamado Hefestión.

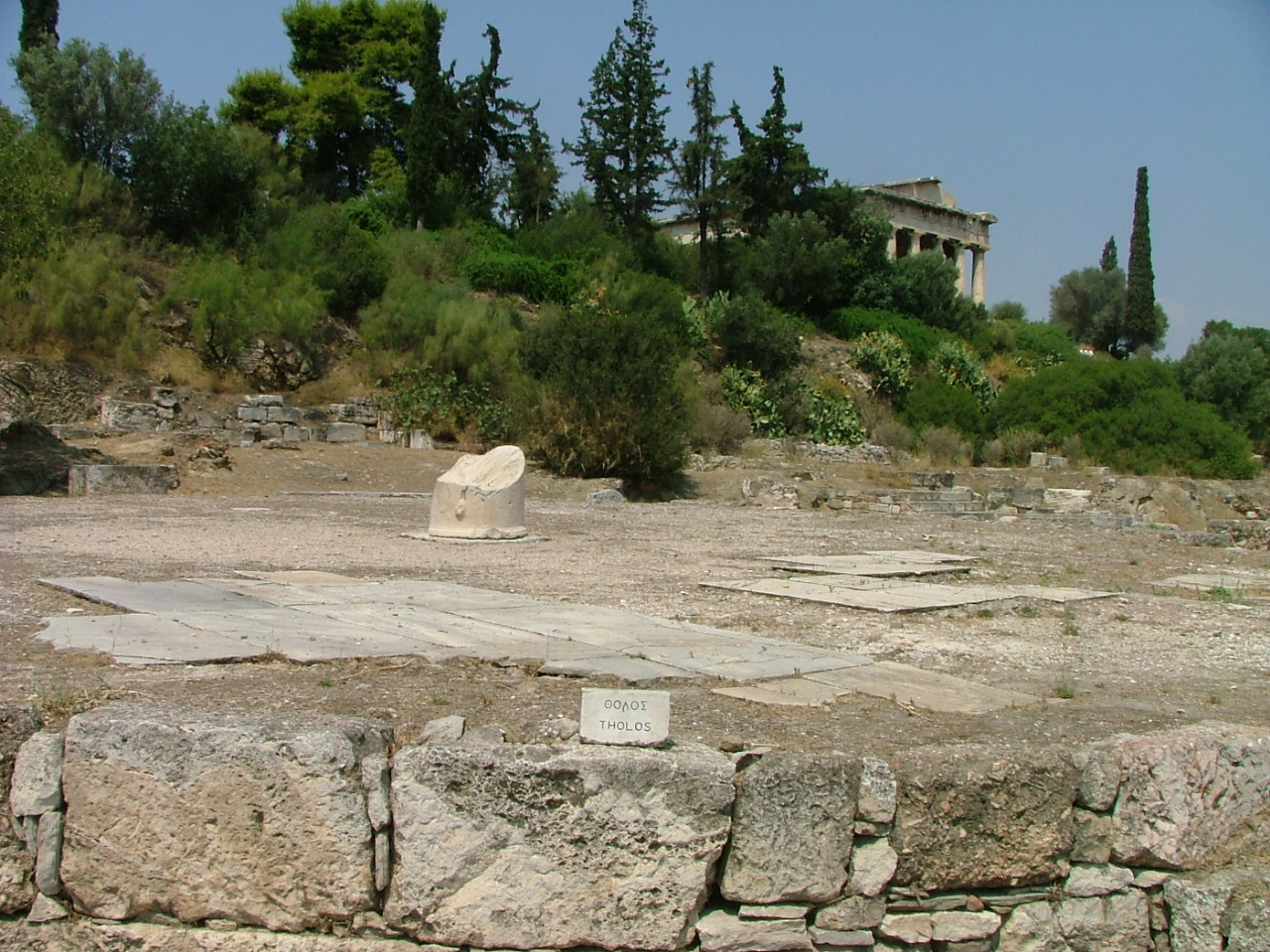
Vestigios de la Tholos de Atenas.

Entrando al ágora desde la puerta Dípilon por la Vía Panatenaica, el primer edificio que se encontraba a la derecha era la Estoa Basileos, uno de los más antiguos de la polis. Inmediatamente después se alzaba otro pórtico, la Estoa de Zeus,
frente al cual se levantaba una gran estatua de Zeus Eleuterios. Siguiendo hacia el sur estaba el pequeño templo jónico y tetrástilo dedicado a Apolo Patroos, construido sobre un templo en ábside de mediados del siglo VI a. C.
Los primeros edificios civiles fueron la Estoa Pecile 
y la Tholos (465 a. C.), un edificio circular, sede de los 50 pritanos (funcionarios) de la Boulé (Consejo de los 500).

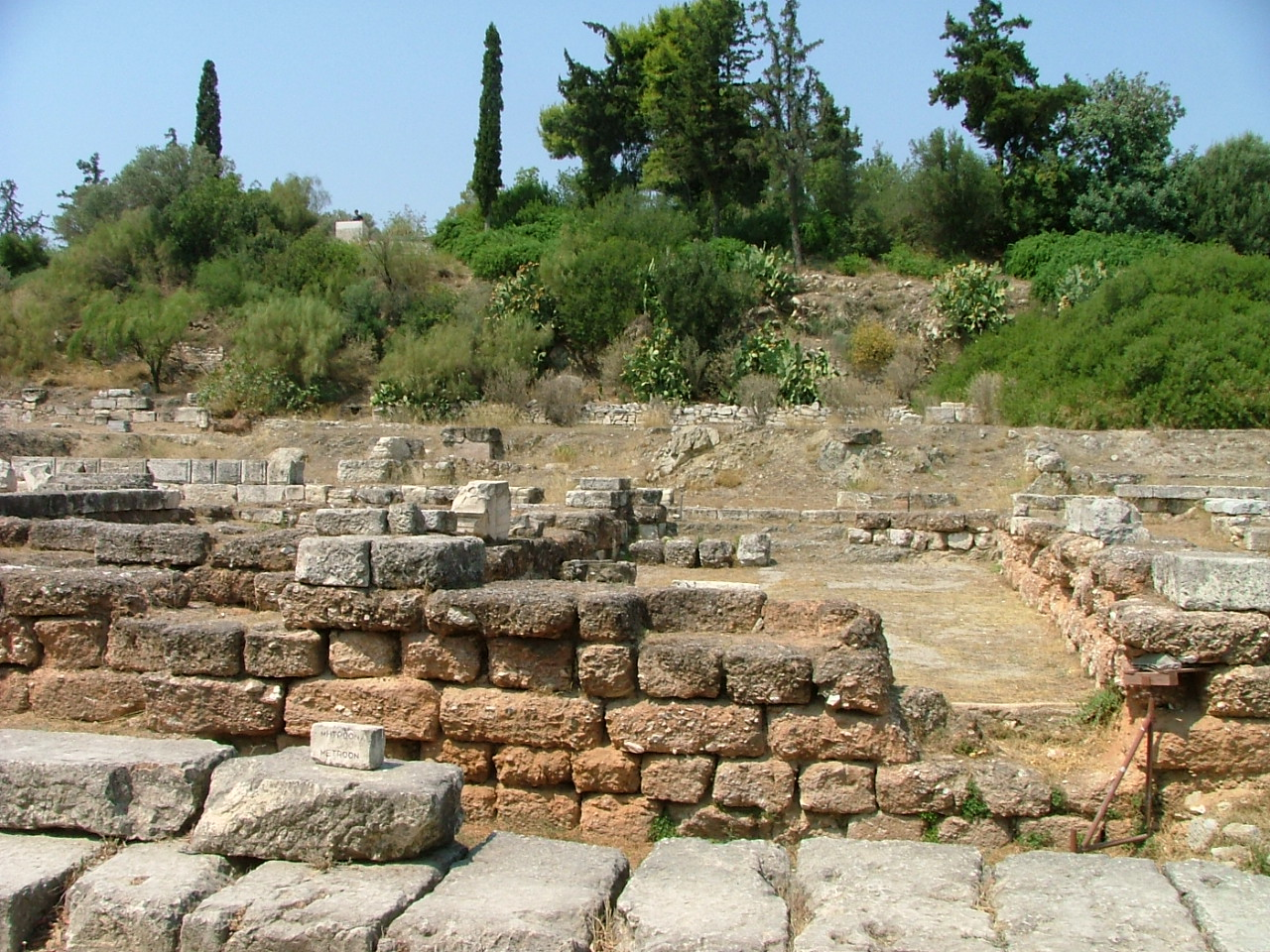
Ruinas del Metroón.

La invasión persa destruyó el Bouleterion y el Metroón, pero solo el primero fue reconstruido y siguió funcionando hasta finales del siglo V a. C. En esta época fue transformado en archivo y se edificó a sus espaldas una nueva sede para las reuniones de la Boulé, en forma de cávea teatral.
Estos edificios, estrechamente relacionados entre sí, fueron puestos bajo la protección de la Madre de los Dioses y su estatua se colocó dentro del archivo. Todo el complejo arquitectónico, del que se conservan los restos, fue reestructurado, tal vez en concomitancia con los grandes trabajos de remodelación de los lados oriental y meridional del ágora, y tomó el nombre de Metroón.
Frente al Metroón se erigió, poco después de mediados del siglo IV a. C., el Monumento de los héroes epónimos,
que anteriormente estaba situado más al sur. El monumento fue ampliado varias veces, según se iba incrementando el número de tribus atenienses, lo cual tuvo lugar ya en el periodo helenístico, bajo Demetrio Poliorcetes, Ptolomeo III, Átalo I y, finalmente, en la época imperial romana, con Adriano.
Junto con el cercano Estrategeion
—la sede de los estrategos atenienses—, el Tholos cierra el lado occidental del ágora y la serie de edificios públicos de ese lado de la plaza.

### Edificios y estructuras del ágora clásica
- Vía Panatenaica

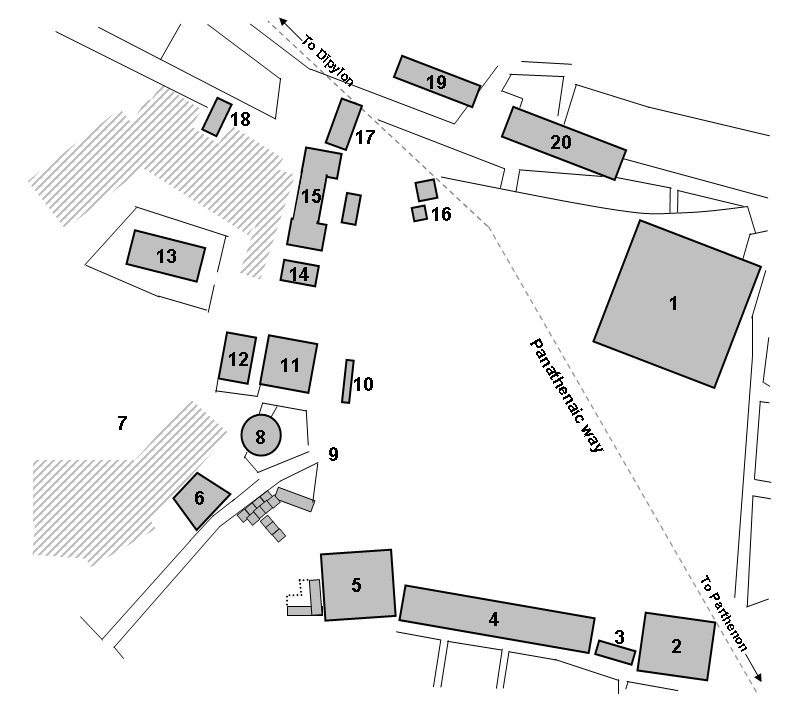
Ágora de Atenas en el : plano con los principales edificios y estructuras.

1. Peristilo cuadrado (tribunal de justicia)
2. Casa de la Moneda
3. Eneacrunos (fuente sudeste)
4. Estoa sur I y Estoa sur II
5. Heliea
6. Estrategeion
7. Colono Agoraios (colina del ágora)
8. Tholos
9. Horos (hito fronterizo del ágora)
10. Monumento de los héroes epónimos
11. Metroón (Bouleterion Antiguo)
12. Buleterio Nuevo
13. Hefestión (Templo de Hefesto)
14. Templo de Apolo Patroos
15. Estoa de Zeus
16. Altar de los Doce Dioses
17. Estoa Basileos (Estoa Real)
18. Templo de Afrodita Urania
19. Estoa Pecile
20. Hermai

## Ágora helenística

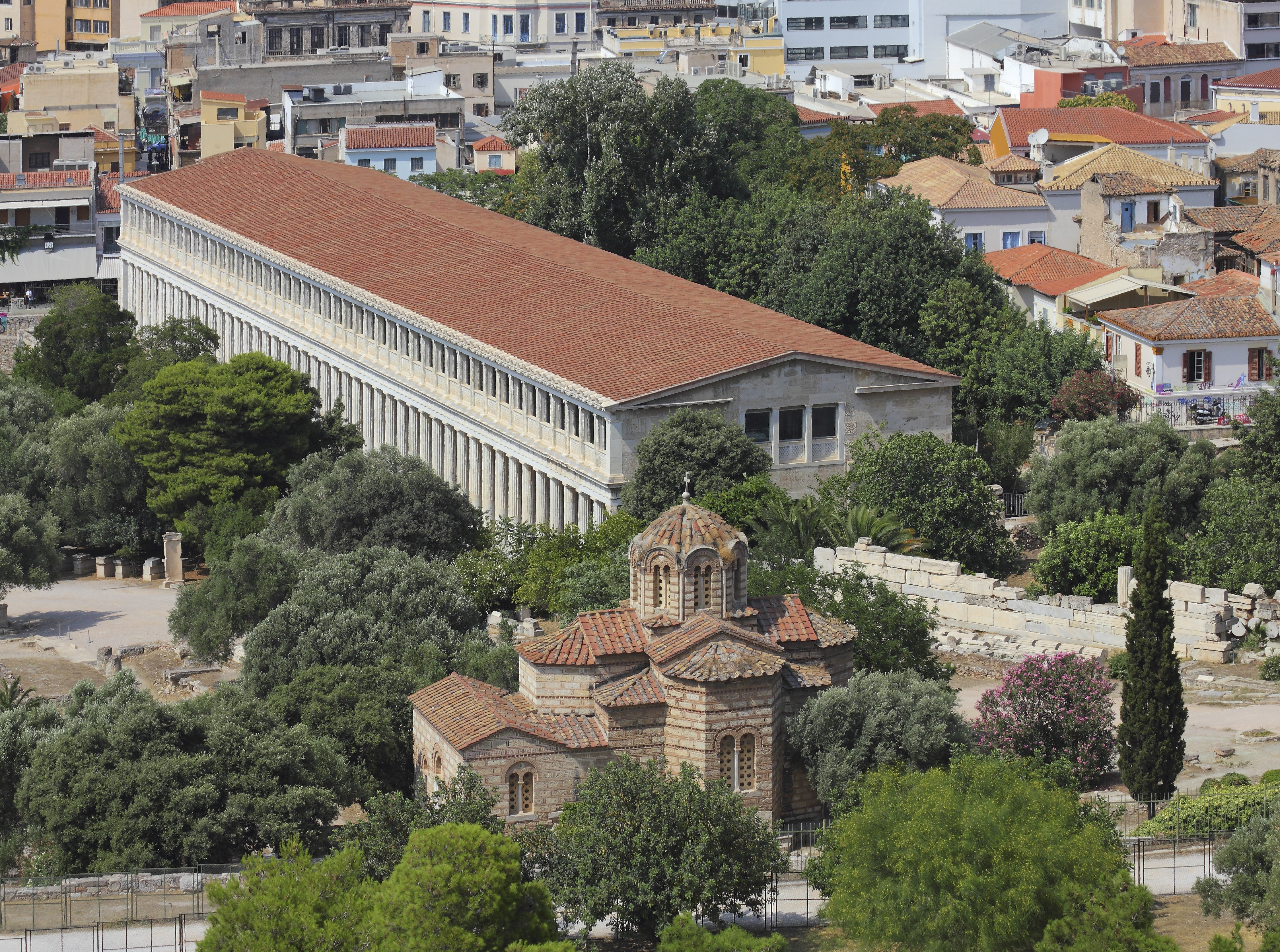
La Estoa de Átalo vista desde la ladera septentrional de la Acrópolis de Atenas.

En época helenística, la construcción de las grandes terrazas de las stoáis (pórticos), que se hallaban a los lados de la plaza, permitió a los espectadores tener asegurada una posición cómoda, desde la cual asistir a los distintos espectáculos relativos a la gran fiesta de Atenas: las Panateneas.
Durante el siglo II a. C., el lado meridional del ágora cambió radicalmente de aspecto con la construcción de varios edificios nuevos. El primero en levantarse fue la Estoa Media, edificada entre 180 y 140 a. C. Este edificio corría de este a oeste a través de la antigua plaza, dividiéndola en dos mitades desiguales.
La Estoa sur II reemplazó a la Estoa sur I en la segunda mitad del mismo siglo. Corría paralela a la Estoa Media, formando un rectángulo en el lado meridional del ágora, junto con otros edificios.
La Estoa de Átalo se construyó entre 159 y 138 a. C., cerrando el lado oriental del ágora. Fue un regalo de Átalo II Filadelfio a la polis de Atenas, en agradecimiento por la educación que había recibido en ella antes de ser rey de Pérgamo.
Además, el edificio del archivo (Metroón) fue reconstruido en el siglo II a. C. con una fachada con columnas.
El ágora no perdió del todo su función lúdica, ni siquiera cuando la ciudad fue dotada de edificios permanentes para espectáculos.

## Ágora romana

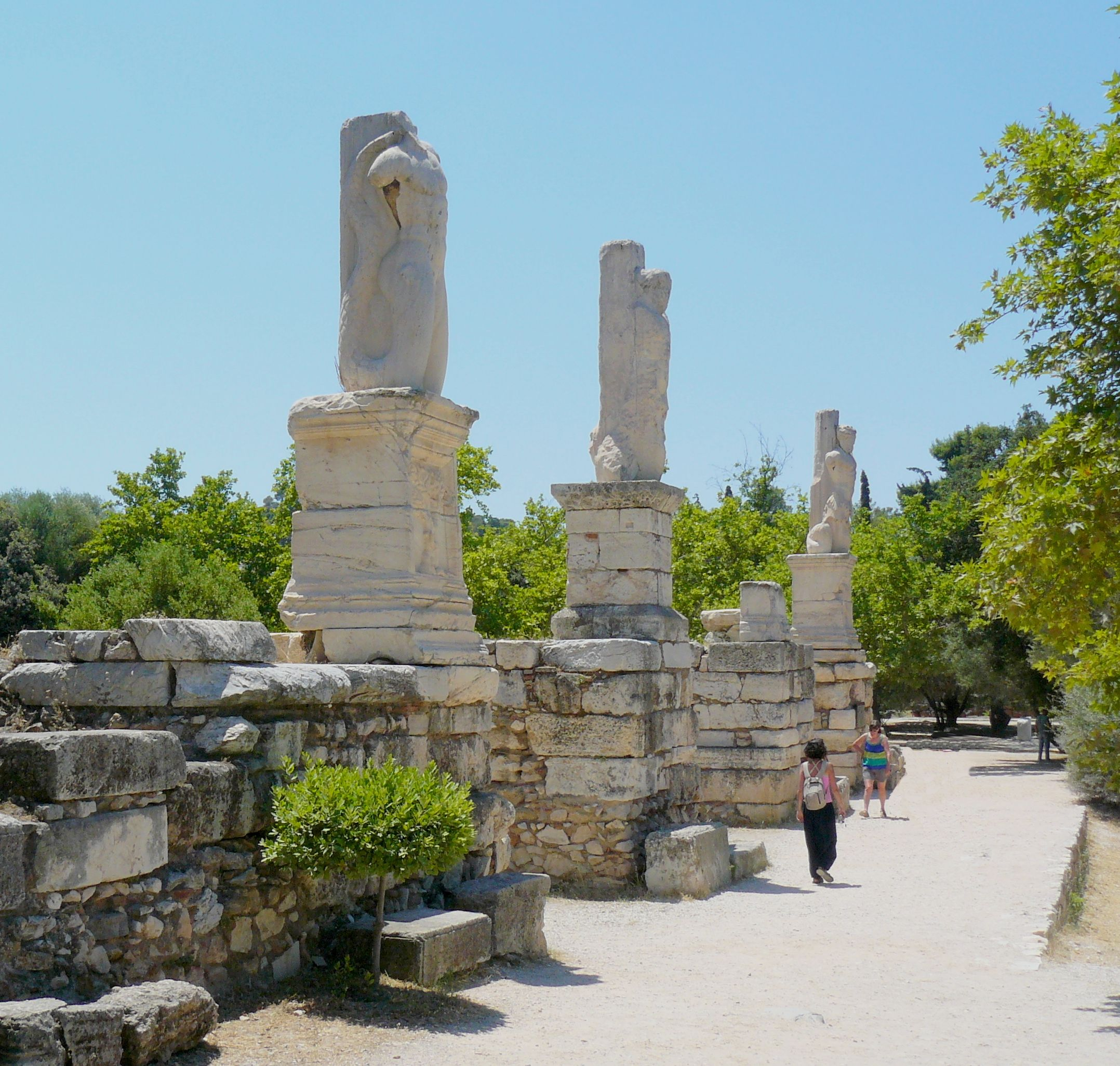
Entrada al Odeón de Agripa.

Como centro de espectáculos, en el sector meridional de la plaza se construyó en época augustea el Odeón de Agripa.
Fue erigido por Marco Vipsanio Agripa, el yerno de Augusto, entre 21 y 12 a. C.
Al norte del Odeón yacen las ruinas del Templo de Ares,
dórico y períptero, traído en piezas desde otro emplazamiento y ubicado en el ágora en la época romana.
También en época de César Augusto se instaló en el ágora el Altar de Zeus Agoraios, trasladado desde otro emplazamiento.
Hacia el año 100 se edificó, en el sureste del ágora, la Biblioteca de Panteno. Como edificio cultural, la biblioteca refleja el papel de Atenas como principal centro educativo del Imperio romano.
Durante el siglo II, Atenas prosperó bajo el emperador Adriano y fue descrita con detalle por el viajero Pausanias alrededor del año 150. El ágora siguió siendo el centro de Atenas hasta 267, cuando volvió a ser saqueada, esta vez por la invasión de los hérulos. La ciudad fue reconstruida, pero el ágora antigua quedó fuera del nuevo recinto fortificado.

## Época bizantina

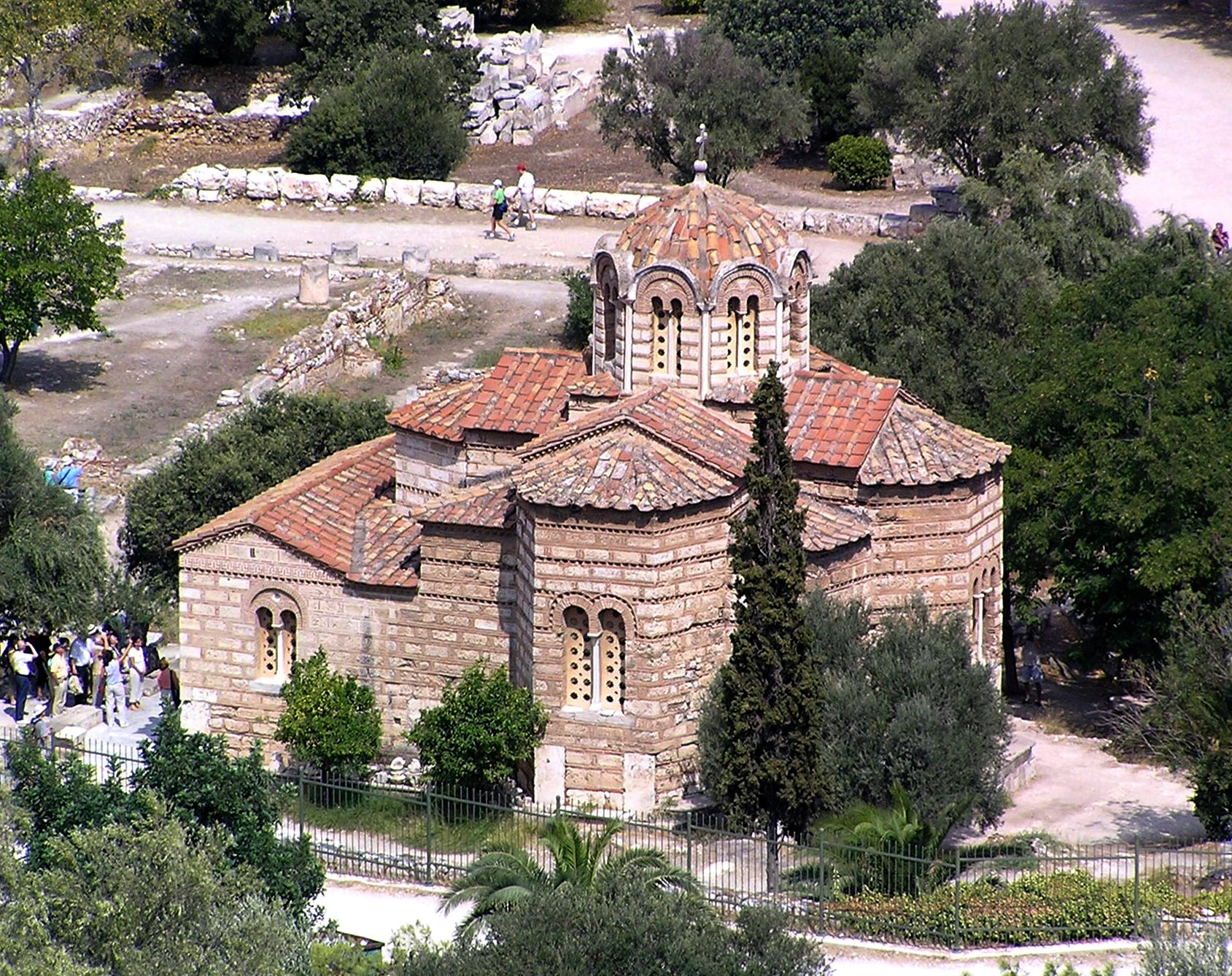
iglesia de los Santos Apóstoles, en el ágora de Atenas.

En los siglos IV y V, la zona del ágora fue ocupada por grandes villas. Los edificios muestran los efectos de las nuevas incursiones bárbaras: visigodos, bajo Alarico I, en el año 395, vándalos en el 470 y eslavos en 582/583.
En 529, las escuelas filosóficas paganas fueron cerradas por Justiniano.
La zona fue abandonada en el siglo VII y solo se recuperó con el crecimiento de la ciudad en el siglo X.
En dicha época se construyó la iglesia de los Santos Apóstoles.

## Época otomana
Después de la conquista de Atenas por los otomanos en 1456, la ciudad comenzó a expandirse hacia la zona del ágora. Gran número de casas e iglesias ocuparon el lugar. A pesar de ello, la Vía Panatenaica mantuvo su estructura original.
De este modo, cuando Atenas se convierte en 1834 Atenas en capital del recién creado Reino de Grecia, el ágora antigua se halla literalmente enterrada bajo la populosa ciudad.

## Excavaciones

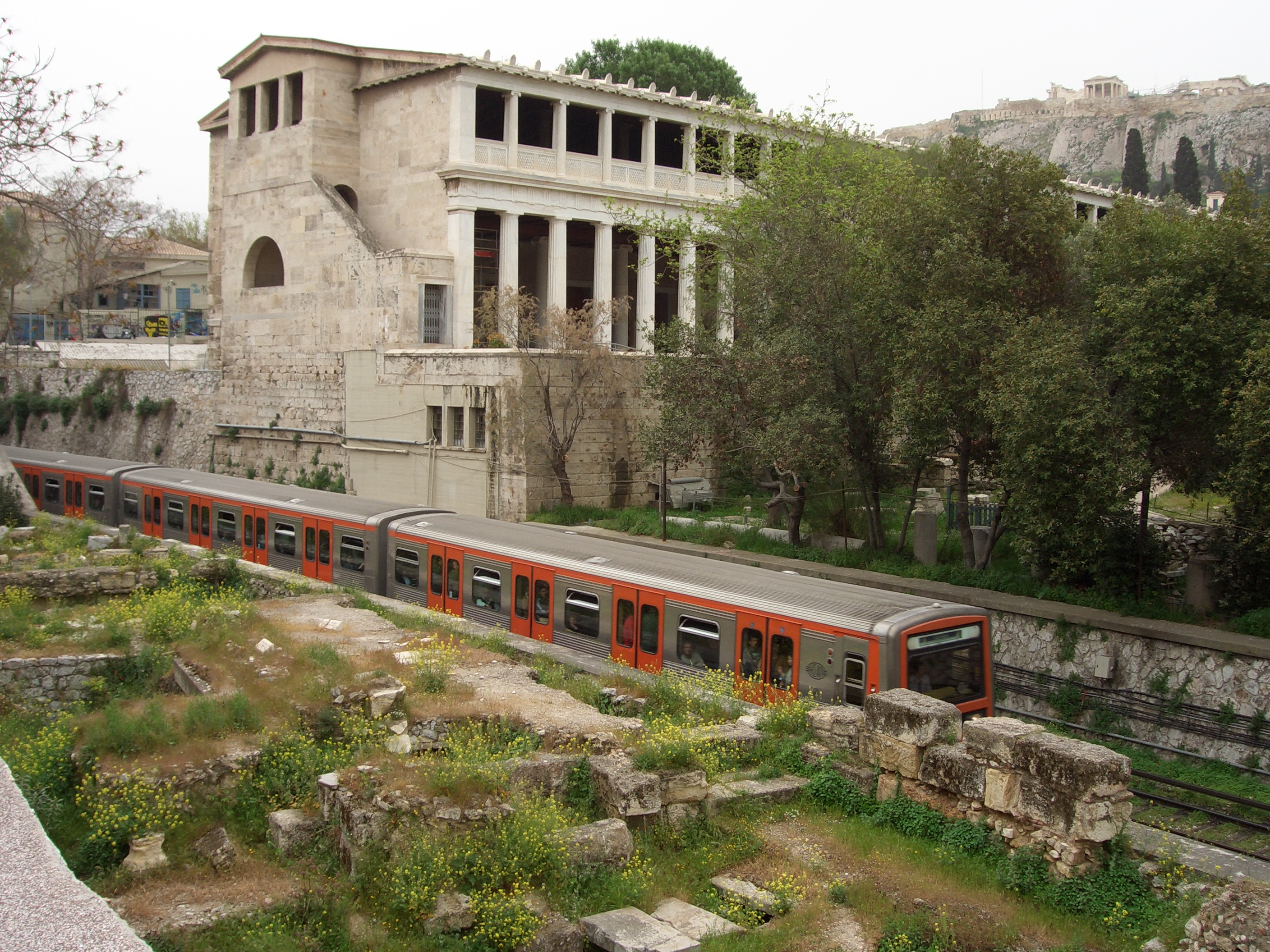
Metro de Atenas a su paso junto al ágora.

Las primeras excavaciones fueron ejecutadas por la Sociedad Arqueológica de Atenas entre 1859 y 1912. Sacaron a la luz el Pórtico de los Gigantes y una parte del lado occidental del ágora, donde el Instituto Arqueológico Alemán de Atenas había excavado en 1896-1897.
En 1890-1891, se abrió una profunda zanja en la zona norte del ágora para el paso de la vía férrea Atenas-El Pireo. Se hallaron muchos vestigios y edificios antiguos, que fueron destruidos, y fragmentos de esculturas, guardadas en el Museo Arqueológico Nacional de Atenas.
Las excavaciones sistemáticas de la Escuela Americana de Estudios Clásicos de Atenas comenzaron en 1931. Se interrumpieron en 1941, a causa de la Segunda Guerra Mundial, para reanudarse en 1945 y continuar actualmente. Para excavar el sitio entero hubo que demoler más de 400 casas modernas. De 1953 a 1956, gracias a la financiación de John D. Rockefeller Jr., la Estoa de Átalo fue reconstruida para utilizarla como museo, depósito, laboratorio y oficina de excavaciones del yacimiento arqueológico del ágora.
Remodelado el sitio, fue confiado a la Sociedad Arqueológica Griega.